# Novacel
 (décembre 2022).
Si vous disposez d'ouvrages ou d'articles de référence ou si vous connaissez des sites web de qualité traitant du thème abordé ici, merci de compléter l'article en donnant les références utiles à sa vérifiabilité et en les liant à la section « Notes et références ».
 (décembre 2022).
Novacel est une entreprise française fondée en 1982, qui conçoit et assemble des surfaces de protection, des rubans techniques, des produits en papier et des machines applicatrices. Elle fournit notamment d'autres groupes industriels.
C'est une société appartenant au groupe Chargeurs, connue sous le nom de Chargeurs Advanced Materials. Son siège social est situé à Déville-lès-Rouen (Seine-Maritime). L’entreprise est présente dans plusieurs pays, avec plus de 750 employés.

## Historique
En 1960, le Groupe Pricel lance une branche appelée « Films et rubans adhésifs ». Elle fusionne avec les Chargeurs en 1981 pour constituer le groupe Chargeurs. En son sein, une filiale baptisée Novacel se consolide via l'ouverture de ses propres filiales en Allemagne, en Italie et en Espagne (1982-1987).
Durant cette même période, trois lignes d'enduction grande laize et une ligne de coextrusion sont installées sur le site de Déville-lès-Rouen. Le site français s'engage alors dans un processus de certification et obtient en 1995 la certification ISO 9001. La même année, Novacel acquiert la société italienne Boston Tapes, fabricant de films de process et de rubans techniques. Celle-ci est certifiée ISO 9001 en 2000, ISO 14001 en 2004 et OHSAS 18001 en 2007. Novacel obtient la certification ISO 14001 en 2008[réf. nécessaire].
En 1996, Novacel devient une marque du groupe Chargeurs. Un an plus tard, Novacel ouvre une unité de recyclage des solvants. Elle acquiert en 2000 l'activité de films de protection et de process de la société Ivex Packaging aux États-Unis, devenue Novacel Inc.[réf. nécessaire].
Novacel installe ensuite un bureau de liaison en Turquie en 2005, en Inde et en Tchéquie en 2008, en Pologne en 2009, en Autriche et Russie en 2010, et enfin en Australie en 2014[réf. nécessaire]. Il achète ensuite les sociétés Asidium, Omma et Walco pour proposer à la fois des machines spéciales d’application, des films de process et des rubans techniques. Les marques Omma et Walco sont endossées par la marque Novacel et distribuées dans le monde entier[réf. nécessaire].
En octobre 2019, Novacel installe sa première ligne d’enduction 4.0. en Lombardie. Elle obtient l'année suivante la certification ISO 45001[réf. nécessaire].
Durant la crise française du Covid-19, marquée par la pénurie de gel hydroalcoolique, Novacel réoriente ses capacités de production pour en distribuer à des professionnels de santé et des travailleurs exposés. Dans la foulée, l'entreprise propose une solution de traitement virucide contre les coronavirus et bactéries. Celle-ci est utilisée sur l'ensemble des transports en commun de la métropole de Rouen. 
En 2021, Novacel à l'Alliance to End Plastic Waste (AEPW), groupe d'industriels du plastique qui coopèrent dans des projets ayant pour but d’éviter la dissémination de plastique dans l’environnement. La même année, elle obtient le label la French Fab, destiné aux entreprises françaises qui souhaitent développer l'industrie du pays. En 2021, Novacel rejoint le plan France Relance et remporte un prix, qui lui est décerné par Agnès Pannier-Runacher, ministre de l’Industrie.